# René Robert (Eishockeyspieler)
René Paul Robert (* 31. Dezember 1948 in Trois-Rivières, Québec; † 22. Juni 2021 in Port Charlotte, Florida, USA) war ein kanadischer Eishockeyspieler, der insgesamt zwölf Spielzeiten zwischen 1970 und 1982 für die Buffalo Sabres, Colorado Rockies und die Toronto Maple Leafs in der National Hockey League spielte.

## Karriere
Roberts Karriere umfasste insgesamt 744 NHL Spiele, in denen er 284 Tore erzielte und 418 Assists beisteuerte und insgesamt 702 Punkte erreichte. Seine produktivste Zeit hatte er in der Saison 1974/75, in der er 40 Tore und 60 Assists erzielen konnte.
In seiner Jugend spielte er in seiner Heimatstadt für die Trois-Rivieres Leafs und wurde in dieser Zeit von den Toronto Maple Leafs unter Vertrag genommen. Die ersten drei Jahre seiner professionellen Karriere verbrachte er in unterklassigen Ligen, u. a. für die Tulsa Oilers, die Rochester Americans und die Vancouver Canucks. Während des Inter-League Draft im Juni 1971 bekamen die Buffalo Sabres die Rechte an Robert, wurde aber nicht unter Vertrag genommen und landete so bei den Pittsburgh Penguins. Dort brachte er es in 49 NHL-Spielen auf 18 Scorerpunkte, bevor er für Eddie Shack nach Buffalo transferiert wurde.
In Buffalo sollten die besten Jahre seiner Karriere folgen, in denen er zusammen mit Gilbert Perreault und Rick Martin in einer Sturmreihe The French Connection formte. Am 5. Oktober 1979 wurde Robert vom damaligen Manager der Sabres, Scotty Bowman, zu den Colorado Rockies für Verteidiger John Van Boxmeer transferiert – damit war die French Connection für immer beendet. Bei den Rockies war er in der Saison 1979/80 der Mannschaftskapitän. Nach zwei Spielzeiten in Colorado kehrte Robert noch einmal nach Toronto  zurück und beendete seine Karriere am Ende der Saison 1981/82.
Nach seinem Rücktritt wurde er Präsident der NHL Alumni Association.
Seine Nummer 14 wird nicht mehr von den Sabres vergeben (retired, 15. November 1995 zusammen mit Rick Martin) und hängt zusammen mit den anderen beiden Mitgliedern der French Connection unter dem Hallendach der HSBC Arena.
Robert verstarb am 22. Juni 2021 im Alter von 72 Jahren in seiner Wahlheimat Florida an den Folgen eines Herzinfarkts.

## Erfolge und Auszeichnungen
- 1973 Teilnahme am NHL All-Star Game
- 1975 Teilnahme am NHL All-Star Game
- 1975 NHL Second All-Star Team